# Prescott

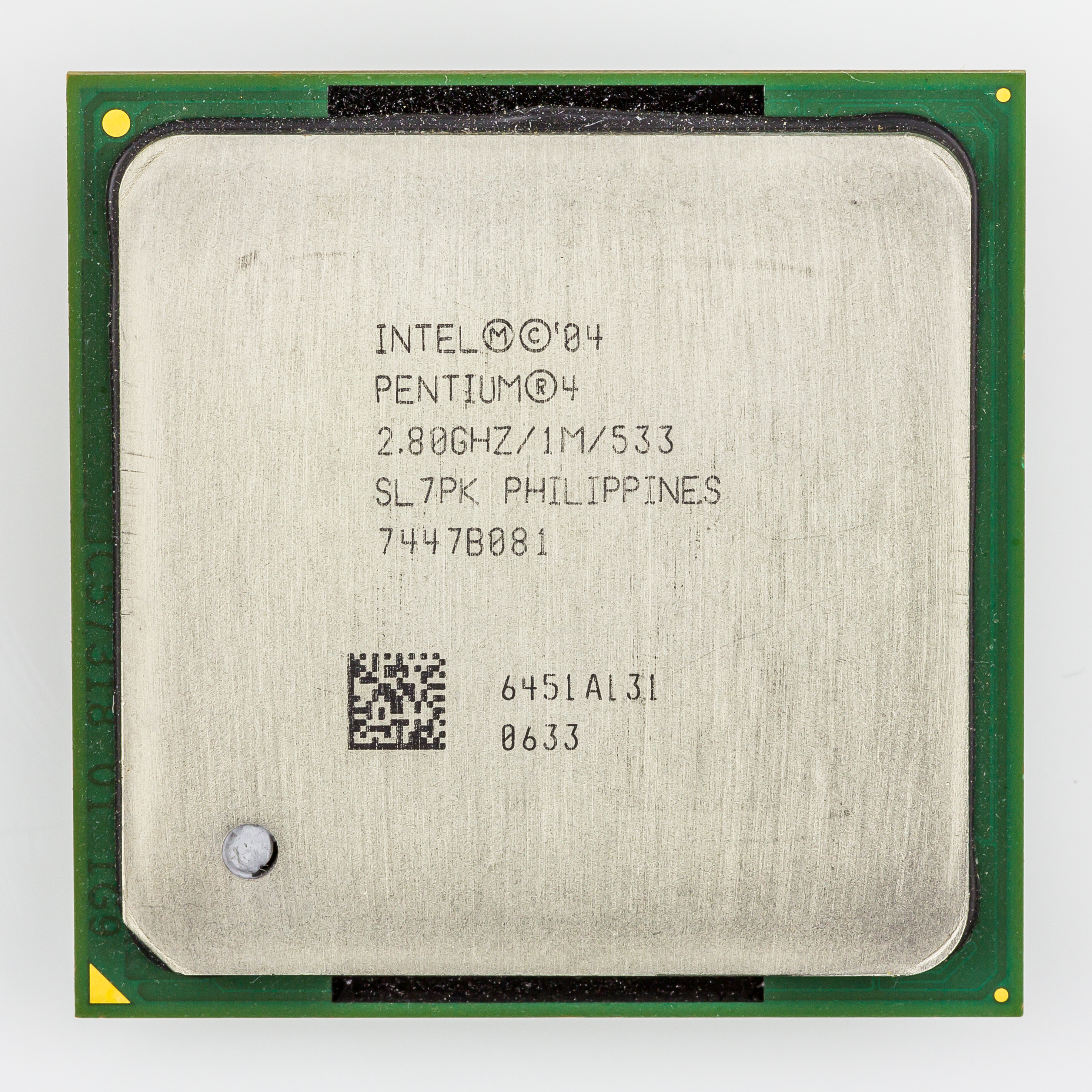
Intel Pentium 4 2.80A (Prescott (90 nm))

Prescott era il nome in codice della terza generazione del processore Pentium 4 sviluppato da Intel come successore del core Northwood, e arrivò sul mercato il 2 febbraio 2004 come base della piattaforma Anchor Creek.

## Presupposti di Prescott
Nelle intenzioni di Intel Prescott doveva servire a riprendere la "corsa ai GHz" che si era praticamente arrestata alla fine del 2002 con la versione a 3,06 GHz del core Northwood; per tutto l'anno successivo l'aumento della frequenza operativa rimase molto contenuto e per poter rimanere competitiva, Intel inizialmente introdusse la tecnologia Hyper-Threading e successivamente presentò anche una particolare versione "Extreme" del Pentium 4, chiamata Pentium 4 Extreme Edition e destinata agli utenti più esigenti (in realtà quest'ultima versione era basata sul core Gallatin utilizzato nei processori per i server, e cioè gli Xeon), ma che era caratterizzata da alti costi e scarsa distribuzione.
Le modifiche all'architettura NetBurst introdotte con Prescott avrebbero dovuto consentire il raggiungimento di frequenze molto elevate fino oltre i 5 GHz. La "corsa" effettivamente ripartì, ma si fermò quasi subito, addirittura prima del "traguardo psicologico" dei 4 GHz; l'enorme dissipazione di calore richiesta da Prescott e l'inefficienza della sua architettura rappresentarono un grosso smacco per Intel. Considerando che Intel nel 2000 prevedeva di poter portare l'architettura del Pentium 4 fino a 10 GHz, questo resta l'insuccesso più pubblicizzato, se non più grave, nella storia del marchio.

## Caratteristiche tecniche

### Processo produttivo
Come detto, Prescott portò con sé diverse novità a partire dal nuovo processo produttivo a 90 nm che consentì, in primo luogo di aumentare la resa produttiva, e in secondo luogo di raddoppiare la dotazione di cache: nelle prime versioni di Prescott (identificate dal processor number della serie 5xx) la L2 era pari a 1 MB, mentre nelle successive (appartenenti alla serie 6xx) essa salì ulteriormente fino a ben 2 MB; anche la cache L1 venne raddoppiata, essa non era più pari a 8 KB, ma 16 KB. Il consistente aumento della cache fu una delle maggiori cause del vertiginoso aumento del numero di transistor di Prescott rispetto a Northwood; i Pentium 4 serie 5xx (con 1 MB di cache L2) erano formati da 125 milioni di transistor rispetto ai 55 milioni dei predecessori, mentre quelli della serie 6xx da ben 168 milioni.
Lo scopo di Prescott era, come detto, quello di poter raggiungere facilmente frequenze molto alte, e tal fine venne modificata anche la pipeline portata a ben 31 stadi rispetto agli originali 20 di Northwood; si trattava di una modifica che teoricamente consentiva il raggiungimento di alti clock, ma che contemporaneamente rendeva sempre meno efficiente l'intera CPU, peggiorando il rapporto "prestazioni/Watt".
Il bus era ovviamente ancora quello di tipo Quad Pumped e, a seconda delle versioni, era disponibile sia a 533 MHz che a 800 MHz, ma venne presentato anche un modello commercializzato come Pentium 4 Extreme Edition che aveva un BUS da 1066 MHz; le prime versioni erano ancora basate sul Socket 478, ma successivamente venne introdotto il nuovo LGA 775 (destinato a durare molti anni in casa Intel, a differenza dei predecessori) e in cui i pin non erano più montati sul package del processore, ma direttamente nel socket della scheda madre.

### Tecnologie implementate
Anche sul fronte delle tecnologie implementate Prescott portò con sé diverse novità, se pure in tempi differenti: era ovviamente ancora presente il supporto alle istruzioni MMX, SSE e SSE2, ma venne aggiunto anche un nuovo set chiamato SSE3, precedentemente chiamate "PNI" (acronimo di "Prescott New Instructions") e una tecnologia che consentiva di ridurre la produzione di calore "sopprimendo" interi cicli di clock, e chiamata Thermal Monitor; a queste si aggiungeva anche la tecnologia Hyper-Threading, già introdotta nelle ultime versioni del precedente core Northwood, e che consentiva di far "vedere" al sistema operativo la presenza di 2 processori, dei quali uno è realmente fisico, mentre l'altro è logico.
Successive revisioni permisero poi l'implementazione della tecnologia di protezione XD-bit pensata per impedire l'esecuzione di codice malevolo sfruttando i registri dati, e le estensioni EM64T per l'esecuzione di codice a 64 bit; tali migliorie furono inserite dapprima solo nelle versioni della serie 6xx, e successivamente estese anche a quelle della originale serie 5xx, identificabili dall'aggiunta del suffisso J per indicare l'aggiunta di XD-bit, e la variazione dell'ultima cifra da "0" a "1" per identificare i modelli dotati sia di XD-bit, sia di EM64T.
La serie 6xx portò inoltre con sé (per la prima volta nel settore desktop) la tecnologia di risparmio energetico SpeedStep, mutuata dai processori pensati per il settore mobile, oltre alla seconda versione del Thermal Monitor, ora decisamente più ottimizzato.
Il 15 novembre 2005, nuovi modelli della serie 6xx introdussero un'ulteriore tecnologia, chiamata Vanderpool e offriva supporto alla virtualizzazione; essa era stata precedentemente inserita solo in ambito server, a partire dagli Xeon Paxville, e la sua presenza nel processori Prescott veniva indicata sempre mediante una variazione del processor number, ovvero i modelli serie 6x2.

## Non solo Pentium 4, anche Celeron D
Così come dal primo Pentium 4 Northwood era stata ricavata una versione a basso costo commercializzata con il nome di Celeron, così anche dal core Prescott venne sviluppata una variante con cache L2 ridotta a 256 KB e pari, quindi, a un quarto di quella del core originale che equipaggiava i Pentium 4; tale versione era in realtà basata sul core chiamato Prescott-V e venne commercializzata con il nuovo marchio Celeron D.

## Alla base anche del Mobile Pentium 4
Il core Prescott venne utilizzato da Intel anche come base per l'evoluzione del processore mobile Mobile Pentium 4 originariamente introdotto grazie al core Northwood; ancora una volta, l'unica differenza rispetto alle versioni pensate per il desktop era la presenza della tecnologia SpeedStep, che consentiva di variare dinamicamente il clock di esercizio della CPU, abbassandolo quando non era necessaria tutta la potenza elaborativa, con la conseguente diminuzione dei consumi. Se è vero che la tecnologia SpeedStep arrivò anche nel settore desktop grazie alle versioni appartenenti alla serie 6xx (come detto sopra), è da sottolineare come le versioni di Prescott commercializzate come Mobile Pentium 4 erano quelle dotate di 1 MB di cache L2, e appartenenti quindi alla serie 5xx.

## I problemi di Prescott

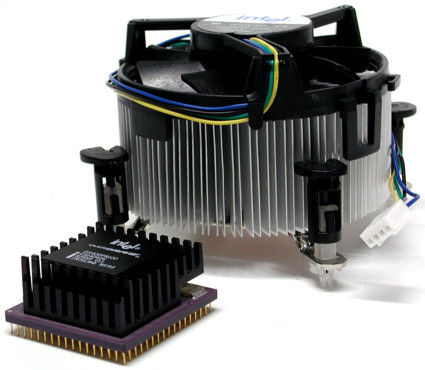
Davanti, il primo Pentium del 1993, completo con il suo dissipatore; alle spalle il solo dissipatore standard di Prescott

Come detto, le innovazioni tecniche introdotte con Prescott, pur peggiorando inevitabilmente il rapporto "prestazioni/Watt" del processore, avrebbero dovuto consentire il raggiungimento di alti clock di esercizio in modo da fornire comunque un alto livello di prestazioni; si trattava in effetti dell'esasperazione dell'idea alla base di tutto il progetto Pentium 4 fin dalle origini, ovvero offrire alte prestazioni in virtù di clock molto alti, piuttosto che puntare su un'alta efficienza dell'architettura (la strategia scelta dalla rivale AMD).
In realtà Prescott deluse molto le aspettative: le frequenze che fu possibile raggiungere furono decisamente più basse rispetto a quelle preventivate, e di conseguenza l'aumento di prestazioni rispetto al predecessore Northwood fu molto contenuto, dato che solo con una frequenza di circa il 20% in più Prescott riusciva a tenergli testa. Tale limite risiedeva soprattutto nella nuova lunghezza della pipeline che rendeva il processore maggiormente vulnerabile ai salti e al conseguente svuotamento della pipeline stessa; ovviamente con le applicazioni che richiedevano calcoli fortemente sequenziali, in cui cioè la pipeline non si svuotava mai, Prescott era in grado di esprimere tutto il proprio potenziale, ma si trattava solo di una ristretta cerchia di programmi. In realtà, la maggior parte dei test reperibili risale al 2004, quando ancora le applicazioni non erano in grado di sfruttare le SSE3, introdotte con il core Prescott e mancanti nel Northwood. Ad oggi, con le SSE3 supportate da tutti i processori moderni, il Prescott potrebbe comportarsi meglio rispetto al predecessore.
Intel ovviamente era conscia fin dall'inizio dello sviluppo del nuovo core che l'allungamento della pipeline avrebbe portato a questa situazione e quindi tentò di compensare tale "debolezza" verso le altre tipologie di software aumentando la dotazione di cache, ma anche con questo accorgimento non vennero ottenuti i risultati sperati. Successivamente, l'introduzione delle tecnologie EM64T e XD-bit servì ad Intel per rimanere al passo di AMD che aveva introdotto tecnologie analoghe nei suoi Athlon 64, ma non portò alcun beneficio significativo, anzi contribuì ad aumentare ulteriormente il consumo massimo, fino a ben 130 W, con la conseguente necessità di dissipatori costosi e sofisticati; venne accertato che a parità di clock, Prescott produceva il 60% in più di calore rispetto al predecessore e anche il cambio di socket, che nelle intenzioni iniziali avrebbe dovuto aiutare in questo senso, produsse il risultato esattamente opposto, ovvero quello di aumentare la produzione di calore di un ulteriore 10%.

### Modelli originariamente annunciati
Nel febbraio del 2003, circa un anno prima dell'arrivo sul mercato, Intel aveva annunciato quali sarebbero stati i modelli di Prescott previsti a quel tempo; ai tempi di questi annunci non era ovviamente ancora noto che tale core avrebbe portato con sé tutti quei problemi di eccessivo consumo di energia che dimostrò successivamente. Dopo i primi problemi rilevati, le stime per la sua evoluzione vennero via via ridimensionate fino al valore massimo di 4,2 GHz come clock massimo, ma poi fu costretto a fermarsi addirittura prima della "soglia psicologica" dei 4 GHz, cioè a 3,8 GHz. Di seguito sono riportati gli improbabili modelli di Prescott proposti da Intel in occasione di quell'annuncio:
- 3,2 GHz - BUS a 800 MHz
- 3,4 GHz - BUS a 800 MHz
- 3,6 GHz - BUS a 800 MHz
- 3,8 GHz - BUS a 800 MHz
- 4,0 GHz - BUS a 800 MHz
- 4,2 GHz - BUS a 800 MHz
- 4,4 GHz - BUS a 800 MHz
- 4,6 GHz - BUS a 800 MHz
- 4,8 GHz - BUS a 800 MHz
- 4,8 GHz - BUS a 1066 MHz
- 5,0 GHz - BUS a 800 MHz
- 5,06 GHz - BUS a 1066 MHz
- 5,33 GHz - BUS a 1066 MHz

### Motivi del fallimento di Prescott
I problemi riscontrati con lo sviluppo del core Prescott hanno determinato delle serie ripercussioni su tutti i piani relativi alla microarchitettura NetBurst. Basti pensare che la chiave dell'architettura NetBurst fu l'innalzamento della frequenza operativa e fino al core Northwood le cose andavano bene (questo era dovuto al fatto che Northwood rispetto a Willamette non portava con sé un calo di IPC e allo stesso tempo aveva frequenze di clock più alte, cache più grande e tecnologia HT). L'avvento del core Prescott portava però con sé una pipeline dati da ben 31 stadi (con ingente calo di IPC rispetto ai predecessori, ovvero come fu ai tempi del passaggio da Pentium III Tualatin a Pentium 4 Willamette). Se fossero state distribuite versioni del core Willamette con frequenze uguali e non superiori a quelle del Pentium III il nuovo core non avrebbe portato alcun vantaggio. Con il core Prescott una tale situazione si è verificata: Northwood era stato commercializzato con frequenze fino a 3,4 GHz e Prescott nelle sue versioni più costose e dal clock più elevato guadagnava appena 400 MHz in più rispetto al predecessore che a stento gli consentivano di compensare il calo di IPC. Da notare che nei piani originari di Intel il core Prescott avrebbe dovuto debuttare con una frequenza minima di 3,4 GHz fino ad oltre 5 GHz mentre arrivò sul mercato per la prima volta con una frequenza massima di 3,4 GHz. Tutto questo non era nulla di anomalo nel panorama tecnico dell'architettura NetBurst e la commercializzazione di modelli di Prescott dal clock più basso rispetto al previsto avrebbe dovuto avere come unico scopo quello di far prendere tempo a Intel. Il nuovo processo produttivo a 90 nm (130 nm per Northwood, 180 nm per Willamette) con il quale era stata prevista la produzione di Prescott ma anche quella del successore Tejas, portò una pessima sorpresa: la dispersione di corrente (corrente di leakage) con l'aumento del clock aumentava considerevolmente portando ad un effetto a valanga che causava temperature di esercizio esageratamente elevate. La mossa di Intel di guadagnare tempo non servì a risolvere i problemi di temperatura e dopo un cambio di socket e lo sviluppo di vari stepping produttivi si rinunciò a raggiungere la soglia dei 4 GHz. Lo sviluppo di Tejas fu proseguito fino alla fase pre-finale, ma il progetto venne poi abbandonato.
Il motivo che ha portato l'architettura NetBurst al fallimento non è da ricercare nelle teorie della stessa per l'ottenimento delle prestazioni ma in problemi di sviluppo secondari quali il contenimento dei consumi e la dissipazione di calore in sistemi desktop.
Il motivo del disastroso fallimento di Prescott può essere individuato nelle politiche interne dell'azienda; il reparto marketing voleva velocità sempre maggiori per "staccare" gli AMD e contare sull'effetto psicologico del numero dei GHz (la prima cosa che balza all'occhio nel compratore inesperto), vennero quindi privilegiate le esigenze commerciali invece dei criteri di efficienza: una scelta che alla fine si rivelò "fatale".

### Il cambio di rotta
A causa dei risultati non pienamente soddisfacenti, Intel modificò le linee di sviluppo previste per i propri processori: il successore di Prescott avrebbe dovuto essere Tejas, ma il suo sviluppo venne sospeso in favore di un'accelerazione del progetto Smithfield, il primo processore dual core della casa, che venne poi commercializzato come Pentium D; esso era in pratica un doppio core Prescott integrato nello stesso package.

## Modelli arrivati sul mercato
La tabella seguente mostra i modelli di Pentium 4 Pentium 4 Extreme Edition e Mobile Pentium 4, basati sul core Prescott, arrivati sul mercato. Molti di questi condividono caratteristiche comuni pur essendo basati su core diversi; per questo motivo, allo scopo di rendere maggiormente evidente tali affinità e "alleggerire" la visualizzazione alcune colonne mostrano un valore comune a più righe. Di seguito anche una legenda dei termini (alcuni abbreviati) usati per l'intestazione delle colonne:
- Nome Commerciale: si intende il nome con cui è stato immesso in commercio quel particolare esemplare.
- Data: si intende la data di immissione sul mercato di quel particolare esemplare.
- Socket: lo zoccolo della scheda madre in cui viene inserito il processore. In questo caso il numero rappresenta oltre al nome anche il numero dei pin di contatto.
- Clock: la frequenza di funzionamento del processore.
- Molt.: sta per "Moltiplicatore" ovvero il fattore di moltiplicazione per il quale bisogna moltiplicare la frequenza di bus per ottenere la frequenza del processore.
- Pr.Prod.: sta per "Processo produttivo" e indica tipicamente la dimensione dei gate dei transistor (180 nm, 130 nm, 90 nm) e il numero di transistor integrati nel processore espresso in milioni.
- Voltag.: sta per "Voltaggio" e indica la tensione di alimentazione del processore.
- Watt: si intende il consumo massimo di quel particolare esemplare.
- Bus: frequenza del bus di sistema.
- Cache: dimensione delle cache di 1º e 2º livello.
- XD: sta per "XD-bit" e indica l'implementazione della tecnologia di sicurezza che evita l'esecuzione di codice malevolo sul computer.
- 64: sta per "EM64T" e indica l'implementazione della tecnologia a 64 bit di Intel.
- HT: sta per "Hyper-Threading" e indica l'implementazione della esclusiva tecnologia Intel che consente al sistema operativo di vedere 2 core logici.
- ST: sta per "SpeedStep Technology" ovvero la tecnologia di risparmio energetico sviluppata da Intel e inserita negli ultimi Pentium 4 Prescott serie 6xx per contenere il consumo massimo.
- VT: sta per "Vanderpool Technology", la tecnologia di virtualizzazione che rende possibile l'esecuzione simultanea di più sistemi operativi differenti contemporaneamente.

| Pentium 4 / Pentium 4 Extreme Edition | Pentium 4 / Pentium 4 Extreme Edition | Pentium 4 / Pentium 4 Extreme Edition | Pentium 4 / Pentium 4 Extreme Edition | Pentium 4 / Pentium 4 Extreme Edition | Pentium 4 / Pentium 4 Extreme Edition | Pentium 4 / Pentium 4 Extreme Edition | Pentium 4 / Pentium 4 Extreme Edition | Pentium 4 / Pentium 4 Extreme Edition | Pentium 4 / Pentium 4 Extreme Edition | Pentium 4 / Pentium 4 Extreme Edition | Pentium 4 / Pentium 4 Extreme Edition | Pentium 4 / Pentium 4 Extreme Edition | Pentium 4 / Pentium 4 Extreme Edition | Pentium 4 / Pentium 4 Extreme Edition |
| Nome Commerciale                      | Data                                  | Socket                                | Clock                                 | Molt.                                 | Pr.Prod.                              | Voltag.                               | Watt                                  | Bus                                   | Cache                                 | XD                                    | 64                                    | HT                                    | ST                                    | VT                                    |
| ------------------------------------- | ------------------------------------- | ------------------------------------- | ------------------------------------- | ------------------------------------- | ------------------------------------- | ------------------------------------- | ------------------------------------- | ------------------------------------- | ------------------------------------- | ------------------------------------- | ------------------------------------- | ------------------------------------- | ------------------------------------- | ------------------------------------- |
| Pentium 4 2,4 GHz A                   | mar/2004                              | 478                                   | 2,4 GHz                               | 18x                                   | 90 nm 125 mil.                        | 1,4 V                                 | 89 W                                  | 533 MHz                               | L1=16KB L2=1MB L3=0MB                 | No                                    | No                                    | Sì                                    | No                                    | No                                    |
| Pentium 4 2,8 GHz A                   | 2/feb/2004                            | 478                                   | 2,8 GHz                               | 21x                                   | 90 nm 125 mil.                        | 1,4 V                                 | 89 W                                  | 533 MHz                               | L1=16KB L2=1MB L3=0MB                 | No                                    | No                                    | Sì                                    | No                                    | No                                    |
| Pentium 4 2,8 GHz E                   | 2/feb/2004                            | 478                                   | 2,8 GHz                               | 14x                                   | 90 nm 125 mil.                        | 1,4 V                                 | 89 W                                  | 800 MHz                               | L1=16KB L2=1MB L3=0MB                 | No                                    | No                                    | Sì                                    | No                                    | No                                    |
| Pentium 4 3,0 GHz E                   | 2/feb/2004                            | 478                                   | 3,0 GHz                               | 15x                                   | 90 nm 125 mil.                        | 1,4 V                                 | 89 W                                  | 800 MHz                               | L1=16KB L2=1MB L3=0MB                 | No                                    | No                                    | Sì                                    | No                                    | No                                    |
| Pentium 4 3,2 GHz E                   | 2/feb/2004                            | 478                                   | 3,2 GHz                               | 16x                                   | 90 nm 125 mil.                        | 1,4 V                                 | 89 W                                  | 800 MHz                               | L1=16KB L2=1MB L3=0MB                 | No                                    | No                                    | Sì                                    | No                                    | No                                    |
| Pentium 4 3,4 GHz E                   | 2/feb/2004                            | 478                                   | 3,4 GHz                               | 17x                                   | 90 nm 125 mil.                        | 1,4 V                                 | 89 W                                  | 800 MHz                               | L1=16KB L2=1MB L3=0MB                 | No                                    | No                                    | Sì                                    | No                                    | No                                    |
| Pentium 4 505                         | 21/giu/2004                           | 775                                   | 2,667 GHz                             | 20x                                   | 90 nm 125 mil.                        | 1,4 V                                 | 84 W                                  | 533 MHz                               | L1=16KB L2=1MB L3=0MB                 | No                                    | No                                    | Sì                                    | No                                    | No                                    |
| Pentium 4 515                         | 21/giu/2004                           | 775                                   | 2,933 GHz                             | 22x                                   | 90 nm 125 mil.                        | 1,4 V                                 | 84 W                                  | 533 MHz                               | L1=16KB L2=1MB L3=0MB                 | No                                    | No                                    | Sì                                    | No                                    | No                                    |
| Pentium 4 520                         | 21/giu/2004                           | 775                                   | 2,8 GHz                               | 14x                                   | 90 nm 125 mil.                        | 1,4 V                                 | 84 W                                  | 800 MHz                               | L1=16KB L2=1MB L3=0MB                 | No                                    | No                                    | Sì                                    | No                                    | No                                    |
| Pentium 4 530                         | 21/giu/2004                           | 775                                   | 3,0 GHz                               | 15x                                   | 90 nm 125 mil.                        | 1,4 V                                 | 84 W                                  | 800 MHz                               | L1=16KB L2=1MB L3=0MB                 | No                                    | No                                    | Sì                                    | No                                    | No                                    |
| Pentium 4 540                         | 21/giu/2004                           | 775                                   | 3,2 GHz                               | 16x                                   | 90 nm 125 mil.                        | 1,4 V                                 | 84 W                                  | 800 MHz                               | L1=16KB L2=1MB L3=0MB                 | No                                    | No                                    | Sì                                    | No                                    | No                                    |
| Pentium 4 550                         | 21/giu/2004                           | 775                                   | 3,4 GHz                               | 17x                                   | 90 nm 125 mil.                        | 1,4 V                                 | 84 W                                  | 800 MHz                               | L1=16KB L2=1MB L3=0MB                 | No                                    | No                                    | Sì                                    | No                                    | No                                    |
| Pentium 4 560                         | 21/giu/2004                           | 775                                   | 3,6 GHz                               | 18x                                   | 90 nm 125 mil.                        | 1,4 V                                 | 115 W                                 | 800 MHz                               | L1=16KB L2=1MB L3=0MB                 | No                                    | No                                    | Sì                                    | No                                    | No                                    |
| Pentium 4 520 J                       | 15/nov/2004                           | 775                                   | 2,8 GHz                               | 14x                                   | 90 nm 125 mil.                        | 1,4 V                                 | 84 W                                  | 800 MHz                               | L1=16KB L2=1MB L3=0MB                 | Sì                                    | No                                    | Sì                                    | No                                    | No                                    |
| Pentium 4 530 J                       | 15/nov/2004                           | 775                                   | 3,0 GHz                               | 15x                                   | 90 nm 125 mil.                        | 1,4 V                                 | 84 W                                  | 800 MHz                               | L1=16KB L2=1MB L3=0MB                 | Sì                                    | No                                    | Sì                                    | No                                    | No                                    |
| Pentium 4 540 J                       | 15/nov/2004                           | 775                                   | 3,2 GHz                               | 16x                                   | 90 nm 125 mil.                        | 1,4 V                                 | 84 W                                  | 800 MHz                               | L1=16KB L2=1MB L3=0MB                 | Sì                                    | No                                    | Sì                                    | No                                    | No                                    |
| Pentium 4 550 J                       | 15/nov/2004                           | 775                                   | 3,4 GHz                               | 17x                                   | 90 nm 125 mil.                        | 1,4 V                                 | 84 W                                  | 800 MHz                               | L1=16KB L2=1MB L3=0MB                 | Sì                                    | No                                    | Sì                                    | No                                    | No                                    |
| Pentium 4 560 J                       | 15/nov/2004                           | 775                                   | 3,6 GHz                               | 18x                                   | 90 nm 125 mil.                        | 1,4 V                                 | 115 W                                 | 800 MHz                               | L1=16KB L2=1MB L3=0MB                 | Sì                                    | No                                    | Sì                                    | No                                    | No                                    |
| Pentium 4 570 J                       | 15/nov/2004                           | 775                                   | 3,8 GHz                               | 19x                                   | 90 nm 125 mil.                        | 1,4 V                                 | 115 W                                 | 800 MHz                               | L1=16KB L2=1MB L3=0MB                 | Sì                                    | No                                    | Sì                                    | No                                    | No                                    |
| Pentium 4 521                         | 28/giu/2005                           | 775                                   | 2,8 GHz                               | 14x                                   | 90 nm 125 mil.                        | 1,4 V                                 | 84 W                                  | 800 MHz                               | L1=16KB L2=1MB L3=0MB                 | Sì                                    | Sì                                    | Sì                                    | No                                    | No                                    |
| Pentium 4 531                         | 28/giu/2005                           | 775                                   | 3,0 GHz                               | 15x                                   | 90 nm 125 mil.                        | 1,4 V                                 | 84 W                                  | 800 MHz                               | L1=16KB L2=1MB L3=0MB                 | Sì                                    | Sì                                    | Sì                                    | No                                    | No                                    |
| Pentium 4 541                         | 28/giu/2005                           | 775                                   | 3,2 GHz                               | 16x                                   | 90 nm 125 mil.                        | 1,4 V                                 | 84 W                                  | 800 MHz                               | L1=16KB L2=1MB L3=0MB                 | Sì                                    | Sì                                    | Sì                                    | No                                    | No                                    |
| Pentium 4 551                         | 28/giu/2005                           | 775                                   | 3,4 GHz                               | 17x                                   | 90 nm 125 mil.                        | 1,4 V                                 | 84 W                                  | 800 MHz                               | L1=16KB L2=1MB L3=0MB                 | Sì                                    | Sì                                    | Sì                                    | No                                    | No                                    |
| Pentium 4 561                         | 28/giu/2005                           | 775                                   | 3,6 GHz                               | 18x                                   | 90 nm 125 mil.                        | 1,4 V                                 | 115 W                                 | 800 MHz                               | L1=16KB L2=1MB L3=0MB                 | Sì                                    | Sì                                    | Sì                                    | No                                    | No                                    |
| Pentium 4 571                         | 28/giu/2005                           | 775                                   | 3,8 GHz                               | 19x                                   | 90 nm 125 mil.                        | 1,4 V                                 | 115 W                                 | 800 MHz                               | L1=16KB L2=1MB L3=0MB                 | Sì                                    | Sì                                    | Sì                                    | No                                    | No                                    |
| Pentium 4 524                         | 11/mag/2006                           | 775                                   | 3,06 GHz                              | 23x                                   | 90 nm 125 mil.                        | 1,4 V                                 | 84 W                                  | 533 MHz                               | L1=16KB L2=1MB L3=0MB                 | Sì                                    | Sì                                    | Sì                                    | No                                    | No                                    |
| Pentium 4 630                         | 21/feb/2005                           | 775                                   | 3,0 GHz                               | 15x                                   | 90 nm 168 mil.                        | 1,4 V                                 | 84 W                                  | 800 MHz                               | L1=16KB L2=2MB L3=0MB                 | Sì                                    | Sì                                    | Sì                                    | Sì                                    | No                                    |
| Pentium 4 640                         | 21/feb/2005                           | 775                                   | 3,2 GHz                               | 16x                                   | 90 nm 168 mil.                        | 1,4 V                                 | 84 W                                  | 800 MHz                               | L1=16KB L2=2MB L3=0MB                 | Sì                                    | Sì                                    | Sì                                    | Sì                                    | No                                    |
| Pentium 4 650                         | 21/feb/2005                           | 775                                   | 3,4 GHz                               | 17x                                   | 90 nm 168 mil.                        | 1,4 V                                 | 84 W                                  | 800 MHz                               | L1=16KB L2=2MB L3=0MB                 | Sì                                    | Sì                                    | Sì                                    | Sì                                    | No                                    |
| Pentium 4 660                         | 21/feb/2005                           | 775                                   | 3,6 GHz                               | 18x                                   | 90 nm 168 mil.                        | 1,4 V                                 | 115 W                                 | 800 MHz                               | L1=16KB L2=2MB L3=0MB                 | Sì                                    | Sì                                    | Sì                                    | Sì                                    | No                                    |
| Pentium 4 3,73 GHz EE                 | 21/feb/2005                           | 775                                   | 3,73 GHz                              | 14x                                   | 90 nm 168 mil.                        | 1,4 V                                 | 115 W                                 | 1066 MHz                              | L1=16KB L2=2MB L3=0MB                 | Sì                                    | Sì                                    | Sì                                    | Sì                                    | No                                    |
| Pentium 4 670                         | 27/mag/2005                           | 775                                   | 3,8 GHz                               | 19x                                   | 90 nm 168 mil.                        | 1,4 V                                 | 115 W                                 | 800 MHz                               | L1=16KB L2=2MB L3=0MB                 | Sì                                    | Sì                                    | Sì                                    | Sì                                    | No                                    |
| Pentium 4 662                         | 15/nov/2005                           | 775                                   | 3,6 GHz                               | 18x                                   | 90 nm 168 mil.                        | 1,4 V                                 | 115 W                                 | 800 MHz                               | L1=16KB L2=2MB L3=0MB                 | Sì                                    | Sì                                    | Sì                                    | Sì                                    | Sì                                    |
| Pentium 4 672                         | 15/nov/2005                           | 775                                   | 3,8 GHz                               | 19x                                   | 90 nm 168 mil.                        | 1,4 V                                 | 115 W                                 | 800 MHz                               | L1=16KB L2=2MB L3=0MB                 | Sì                                    | Sì                                    | Sì                                    | Sì                                    | Sì                                    |
| Mobile Pentium 4                      |                                       |                                       |                                       |                                       |                                       |                                       |                                       |                                       |                                       |                                       |                                       |                                       |                                       |                                       |
| Mobile Pentium 4 518                  | 1/giu/2004                            | 478                                   | 2,4 GHz                               | 18x                                   | 90 nm 125 mil.                        | 1,15 V 1,4 V                          | 88 W                                  | 533 MHz                               | L1=16KB L2=1MB L3=0MB                 | No                                    | No                                    | Sì                                    | Sì                                    | No                                    |
| Mobile Pentium 4 532                  | 1/giu/2004                            | 478                                   | 3,06 GHz                              | 23x                                   | 90 nm 125 mil.                        | 1,15 V 1,4 V                          | 88 W                                  | 533 MHz                               | L1=16KB L2=1MB L3=0MB                 | No                                    | No                                    | Sì                                    | Sì                                    | No                                    |
| Mobile Pentium 4 538                  | 1/giu/2004                            | 478                                   | 3,2 GHz                               | 24x                                   | 90 nm 125 mil.                        | 1,15 V 1,4 V                          | 88 W                                  | 533 MHz                               | L1=16KB L2=1MB L3=0MB                 | No                                    | No                                    | Sì                                    | Sì                                    | No                                    |
| Mobile Pentium 4 548                  | 28/set/2004                           | 478                                   | 3,33 GHz                              | 25x                                   | 90 nm 125 mil.                        | 1,15 V 1,4 V                          | 88 W                                  | 533 MHz                               | L1=16KB L2=1MB L3=0MB                 | No                                    | No                                    | Sì                                    | Sì                                    | No                                    |
| Mobile Pentium 4 552                  | 4/gen/2005                            | 478                                   | 3,46 GHz                              | 26x                                   | 90 nm 125 mil.                        | 1,15 V 1,4 V                          | 88 W                                  | 533 MHz                               | L1=16KB L2=1MB L3=0MB                 | No                                    | No                                    | Sì                                    | Sì                                    | No                                    |

Nota: la tabella soprastante è un estratto di quella completa contenuta nella pagina del Pentium 4, del Pentium 4 Extreme Edition e del Mobile Pentium 4.

## Il successore
Come accennato sopra, il successore di Prescott avrebbe dovuto essere Tejas ma i problemi tecnici incontrati da Prescott ne determinarono la cessazione dello sviluppo, dato che era basato sugli stessi presupposti e di conseguenza avrebbe solo potuto amplificare tali difficoltà. Il cambio di strategia intrapreso con la cessazione dello sviluppo di Tejas, portò Intel a spingere il più possibile verso i processori dual core (il primo fu il progetto Smithfield), ma contemporaneamente venne realizzata anche un'ulteriore evoluzione del Pentium 4, quindi ancora single core, conosciuta come Cedar Mill, e arrivata sul mercato nei primi mesi del 2006; si trattava in buona sostanza di un die-shrink di Prescott a 65 nm, in modo da migliorare la resa produttiva e abbassare i consumi di circa il 20%.
Se pure per motivi diversi quindi, i successori di Prescott furono 2, Cedar Mill e Smithfield.